# Elmar Timpe
Elmar Timpe (* 12. August 1947 in Hildesheim) ist ein deutscher Diplomat. Er war von 2009 bis 2012 Botschafter der Bundesrepublik Deutschland in Ruanda. Seit Mitte 2012 ist er im Ruhestand.

## Leben
Nach seinem Abitur 1969 studierte Elmar Timpe von 1969 bis 1974 Rechts- und Wirtschaftswissenschaften. 1974 legte er das 1. Juristische Staatsexamen ab. Von 1974 bis 1978 absolvierte er den Juristischen Vorbereitungsdienst. 1978 legte er das 2. Juristische Staatsexamen ab. Elmar Timpe ist verheiratet und hat zwei Kinder.

## Laufbahn
Nach dem 2. Juristischen Staatsexamen trat Elmar Timpe in den diplomatischen Dienst der Bundesrepublik Deutschland ein. Nach dem Besuch der Diplomatenschule in Bonn-Ippendorf von 1979 bis 1981 war er bis 1984 in der Zentrale des Auswärtigen Amts in Bonn tätig. Von 1984 bis 1986 führte ihn seine erste Auslandsverwendung an die deutsche Botschaft in Dhaka (Bangladesch). Von 1986 bis 1989 war Timpe Ständiger Vertreter des Botschafters an der deutschen Botschaft in Lusaka (Sambia). Von 1989 bis 1992 arbeitete er an der Ständigen Vertretung der Bundesrepublik bei der Europäischen Union in Brüssel, bevor er von 1992 bis 1995 als stellvertretender Referatsleiter erneut im Auswärtigen Amt in Bonn tätig war.
Von 1995 bis 1998 war Timpe an der deutschen Botschaft in Oslo (Norwegen) beschäftigt, bevor er von 1998 bis 2000 das Amt des deutschen Botschafters in Asmara (Eritrea) bekleidete. Von 2000 bis 2003 war Timpe an der deutschen Botschaft im Haag (Niederlande) tätig und von 2003 bis 2006 als Ständiger Vertreter des Botschafters in Sofia (Bulgarien). Von 2006 bis 2009 war Timpe Referatsleiter im Protokoll des Auswärtigen Amts. Von August 2009 bis zum Eintritt in den Ruhestand Ende Juni 2012 war er deutscher Botschafter in Ruanda.